# Steve Hurley
Steve Hurley, noto anche con lo pseudonimo di Silk (Chicago, 9 novembre 1962), è un disc jockey e produttore discografico statunitense, uno dei primi e più influenti dj produttori della storia della musica house.

## Biografia
A metà degli anni ottanta è diventato noto per il suo show radiofonico del sabato sera sulla radio WBMX in cui si esibì con nuove tecniche di mixaggio come il cutting, il drop outs e il break spins. Ha suonato anche al Warehouse night club di Chicago. A metà del 1986 è arrivato al primo posto della U.S. Dance Chart con un singolo house mai uscito in Europa: I Can't Turn Around (firmato come JM SILK). Sempre nel 1986 produce uno dei primissimi dischi su etichetta Dj International: Jack your body. Questo è stato il primo prodotto house a raggiungere la vetta della classifica di vendita inglese, nel gennaio del 1987.
Alla fine degli anni ottanta i suoi lavori da dj erano già internazionali, specie grazie ai suoi remix per i New Order (Fine Time) e gli Inner City. 
Nel 1991 ha arrangiato le canzoni di Kym Sims e Keith Nunnally. Nello stesso periodo ha collaborato con il gruppo Clubland, complesso musicale anglo-svedese che ha avuto molto successo nelle classifiche dance statunitensi. 
Hurley è stato richiesto anche come remixer da cantanti di fama mondiale come Roberta Flack (Look Out), Madonna (Take A Bow), Diana Ross (You Are Gonna Love It), Jennifer Lopez (Aint Funny), Prince (Get Off) e Crystal Waters (Makin Happy). 
Nel 1997 ha pubblicato il disco Steve "Silk" Hurley and the Voices - The Word Is Love che ha riscosso un buon successo nei club statunitensi ed europei. Il dj ha ricevuto una nomination ai Grammy Awards per il miglior remixer nel 1998 e nel 1999. 
La figlia B.Laurén (Brittney Hurley) ha cantato ultimamente nei suoi dischi ed è una cantante emergente del panorama Rhythm and blues.